# 杀手精英
《杀手精英》（英語：The Killer Elite）是一部1975年美國動作驚悚片，由山姆·畢京柏執導，Marc Norman與Stirling Silliphant編劇，原著是Robert Syd Hopkins的小說《Monkey in the Middle》。占士·堅與勞勃·杜瓦擔綱主演，飾演兩名菁英雇傭兵，在旧金山被捲入外國勢力的代理人戰爭並互相對抗。

## 評價
爛番茄根據13篇影評給出54%的「新鮮度」。

## 外部連結
- 美国电影学会目录上的《杀手精英》（英文）
- 互联网电影数据库（IMDb）上《杀手精英》的资料（英文）
- 爛番茄上《杀手精英》的資料（英文）